# 霍金河
霍金河（英語：Hocking River）是俄亥俄河一条支流，位于美国俄亥俄州东南部，在特拉華語是「瓶子河」的意思。